# Liste de han
Cette page présente une liste non exhaustive des principaux han (fiefs des daimyos, également appelés domaines) du Japon.

## Hokkaidō
- Matsumae : seul domaine de l'île d'Hokkaidō, était tenu par le clan Matsumae.

## Région de Tōhoku

### Province de Mutsu
- Aizu, situé dans l'actuelle préfecture de Fukushima : contrôlé par le clan Hotta.
- Fukushima
- Hachinohe : situé dans la préfecture d'Aomori.
- Hirosaki : situé dans la préfecture d'Aomori.
- Ichinoseki : tenu par le clan Tamura, branche du clan Date.
- Iwakidaira : tenu par le clan Torii de 1606 à 1622.
- Kōri : situé dans la préfecture de Fukushima.
- Kunohe : correspond à l'actuel district de Kunohe dans la préfecture d'Iwate.
- Kuroishi : situé dans la préfecture d'Aomori.
- Miharu : tenu successivement par le clan Kato, le clan Akita et le clan Matsuhita.
- Morioka : situé dans les actuelles préfectures d'Akita, d'Aomori et d'Iwate.
  - Shichinohe : sous-domaine de Morioka.
- Moriyama : tenu par le clan Mito, une branche du clan Tokugawa.
- Sendai : tenu par le clan Date.
  - Mizusawa : sous-domaine de Sendai.
- Shimotedo : situé dans l'actuelle préfecture de Fukushima.
- Shirakawa
- Sōma
- Sōmanakamura : situé dans la préfecture de Fukushima, la ville principale était Sōma. Après l'abolition du système des han, le fief fit partie de la préfecture de Nakamura.
- Tsuruoka, situé dans l'actuelle préfecture de Yamagata : était tenu par le clan Sakai.
- Yunagaya

### Province de Dewa
- Dewa-Matsuyama (branche de Tsuruoka).
- Honjō : tenu par le clan Rokugō.
- Kameda : tenu par le clan Iwaki.
- Kaminoyama
- Kubota
- Nagatoro : tenu par le clan Yonezu.
- Nigaho
- Ōyama (branche de Tsuruoka).
- Shinjō : tenu par le clan Tozawa.
- Tanagura
- Tendō
- Tsuruoka
- Yamagata, situé à Yamagata, préfecture de Yamagata : tenu par le clan Torii.
- Yonezawa : tenu par le clan Uesugi.
- Yonezawashinden

## Région de Kantō

### Province de Hitachi
- Asō
- Hitachi-Fuchū
- Kasama
- Matsukawa (sous-domaine de Mito).
- Matsuoka (sous-domaine de Mito).
- Mito, tenu par une branche du clan Tokugawa.
- Shimodate
- Shimotsuma
- Shishido
- Tsuchiura
- Ushiku
- Yatabe

### Province de Shimotsuke
- Ashikaga
- Fukiage
- Karasuyama
- Kitsuregawa
- Kurohane
- Mibu
- Ōtawara
- Sano
- Utsunomiya

### Province de Kōzuke
- Annaka
- Isesaki
- Maebashi
- Nanokaichi
- Numata
- Obata
- Takasaki
- Tatebayashi
- Yoshii

### Province de Shimōsa
- Koga
- Omigawa
- Oyumi
- Sakura
- Sekiyado
- Tako
- Takaoka
- Yūki

### Province de Kazusa
- Goi
- Ichinomiya
- Iino (préfecture de Chiba) : tenu par une branche de la famille du clan Hishina du domaine d'Aizu et plus tard au clan Matsudaira.
- Jōzai (préfecture de Chiba) : tenu par le clan Hayashi (Jōzai). Appelé Kaibuchi à l'origine puis réattribué au clan Takiwaki-Matsudaira du domaine d'Ojima et renommé Sakurai.
- Kururi
- Ōtaki
- Sanuki
- Tsurumaki

### Province d'Awa
- Awa-Katsuyama
- Hanabusa
- Hōjō
- Tateyama

### Province de Musashi
- Hatogaya
- Iwatsuki (préfecture de Saitama) : tenu par les clans Nagai, Ōoka, Abe.
- Kawagoe (préfecture de Saitama) : tenu par les clans Sakai, Hotta, Yanagisawa, Akimoto et Matsudaira.
- Kuki
- Mutsuura
- Okabe
- Oshi (préfecture de Saitama) : tenu par les clans Matsudaira et Abe.

### Province de Sagami
- Odawara (préfecture de Kanagawa) : tenu par les clans Ōkubo, Abe et Inaba.
- Oginoyamanaka

## Chūbu

### Province d'Echigo
- Itoigawa
- Kurokawa
- Mikkaichi
- Murakami
- Muramatsu
- Nagaoka
- Shibata
- Shiiya
- Takada
- Yoita

### Province de Shinano
- Iiyama
- Susaka
- Matsushiro
- Ueda
- Komoro
- Iwamurada
- Matsumoto, Matsumoto (préfecture de Nagano) : tenu par les clans Matsudaira, Mizuno et d'autres.
- Okutono : tenu par la branche Ogyū du clan Matsudaira ; connu plus tard sous le nom de Tatsuoka et situé dans la province de Shinano.
- Suwa
- Takatō
- Iida
- Ōhama

### Province de Kai
- Kōfu
- Yamura

### Province d'Etchū
- Toyama

### Province de Kaga
- Daishōji
- Kaga

### Province d'Echizen
- Fukui
- Katsuyama
- Maruoka
- Ōno
- Sabae
- Tsuruga

### Province de Wakasa
- Obama
- Takahama

## Tōkai

### Province de Suruga
- Numazu
- Ōjima
- Sunpu
- Tanaka

### Province de Tōtōmi
- Hamamatsu
- Kakegawa
- Sagara
- Yokosuka

### Province de Mikawa
- Ashisuke
- Hatagamura
- Kariya
- Koromo
- Nishio
- Nishi-Ōhira
- Ogyū-Okutono (connu aussi sous le nom de Tanoguchi).
- Okazaki
- Shinshiro
- Tahara
- Yoshida (appelé plus tard Toyohashi).

### Province d'Owari
- Inuyama (sous-domaine d'Owari).
- Kiyosu
- Ogawa
- Owari
- Owari Kuroda

### Province de Hida
- Hida-Takayama

### Province de Mino
- Naegi
- Iwamura
- Kanō
- Imao (sous-domaine d'Owari).
- Takasu
- Takatomi
- Gujōhachiman
- Ōgaki

## Kansai

### Province d'Ise
- Hisai
- Ise-kameyama
- Ise-saijo (Minami-hayashizaki).
- Kanbe
- Komono
- Kuwana : tenu par le clan Hisamatsu-Matsudaira.
- Nagashima
- Tsu (préfecture de Mie) : tenu par le clan Tōdō.

### Province de Shima
- Toba

### Province d'Ōmi
- Hikone
- Hikoneshinden
- Katada
- Mikami
- Minakuchi
- Miyagawa
- Nishōji
- Ōmizo
- Yamakami
- Zeze

### Province de Yamashiro
- Yodo

### Province de Yamato
- Kaiju-Shibamura
- Kōriyama
- Koizumi
- Kujira
- Takatori
- Uda-Matsuyama
- Yagyū
- Yanagimoto

### Province de Kii
- Kishū : dirigé par une branche du clan Tokugawa.

### Province d'Izumi
- Hakata
- Kishiwada

### Province de Kawachi
- Sayama
- Tannan

### Province de Settsu
- Amagasaki
- Asada (préfectures de Hyōgo et d'Osaka : tenu par le clan Aoki.
- Sanda
- Takatsuki

### Province de Tamba
- Ayabe
- Fukuchiyama
- Kaibara
- Sasayama
- Sonobe
- Tanba-Kameyama
- Yakami
- Yamaga

### Province de Tango
- Mineyama
- Miyazu
- Tanabe

### Province de Harima
- Akashi
- Anshi
- Akō
- Hayashida
- Himeji
- Migusa
- Mikazuki
- Ono
- Tatsuno

### Province de Tajima
- Izushi
- Toyooka

### Province d'Awaji
- Awaji-sumoto, partie du domaine de Tokushima : il était tenu par le clan Inada, obligé du clan Hachisuka.

## Chūgoku

### Province d'Inaba
- Shikano
- Tottori
- Wakasa

### Province de Hōki
- Kurayoshi
- Kurosaka
- Yabase
- Yonago

### Province d'Izumo
- Hirose
- Matsue
- Matsueshinden
- Mori

### Province d'Iwami
- Hamada
- Tsuwano
- Yoshinaga

### Province de Bizen
- Koshima
- Okayama

### Province de Mimasaka
- Mimasaka-Katsuyama
- Tsuyama
- Tsuyamashinden

### Province de Bitchū
- Asao
- Ashimori
- Bitchu-Matsuyama
- Ikusaka
- Kamogata
- Nariwa
- Niimi
- Nishiebara
- Niwase
- Okada

### Province de Bingo
- Fukuyama
- Miyoshi

### Province d'Aki
- Hiroshima
- Hiroshimashinden

### Province de Suō
- Iwakuni
- Kudamatsu
- Tokuyama

### Province de Nagato
- Chōfu
- Chōshū, situé dans ce qui est à présent la ville moderne de Hagi (préfecture de Yamaguchi) : tenu par le clan Mōri.
- Kiyosue

## Shikoku

### Province d'Awa
- Tokushima, situé à Tokushima (préfecture de Tokushima) : tenu par le clan Hachisuka.

### Province de Sanuki
- Marugame
- Tadotsu
- Takamatsu

### Province d'Iyo
- Ibamari
- Iyoyoshida
- Komatsu
- Matsuyama
- Matsuyamashinden
- Niiya
- Ōzu
- Saijō
- Tomida
- Uwajima

### Province de Tosa
- Tosa
- Tosashinden

## Kyūshū

### Province de Chikuzen
- Fukuoka
- Akizuki
- Tōrenji

### Province de Chikugo
- Kurume
- Yanagawa, équivalent aux actuels district de Yanagawa et Date dans la préfecture de Fukushima : tenu par le clan Uesugi.
- Miike

### Province de Buzen
- Kokura
- Kokurashinden
- Nakatsu

### Province de Bungo
- Kitsuki
- Hiji
- Mori
- Funai
- Usuki
- Saeki
- Oka

### Province de Hizen
- Karatsu
- Saga
- Hasunoike
- Ogi
- Kashima
- Hirado
- Hiradoshinden
- Ōmura
- Shimabara
- Fukue

### Province de Tsushima
- Tsushima, situé sur l'île Tsushima : tenu par le clan Sō.

### Province de Higo
- Kumamoto
- Uto
- Hitoyoshi
- Kumamotoshinden

### Province de Hyūga
- Nobeoka
- Takanabe
- Sadowara
- Obi

### Provinces deSatsumaet d'Ōsumi
- Satsuma, situé dans l'actuelle ville de Kagoshima : tenu par le clan Shimazu qui contrôlait également le royaume de Ryūkyū.

- Ryūkyū : contrôlé comme une nation quasi indépendante pendant presque toute la période Edo par le Satsuma ; fut brièvement un han de 1872 à 1879[1].